# Auxochrom
| |  |
| |  |
| Gegenüberstellung von Indigo (links) und Purpur (rechts) in Ausfärbungen: die beiden zusätzlichen Brom-Substituenten im Purpur wirken hypsochrom. |  |

Auxochrome (von griech. αυξειν auxein „wachsen“ und chroma „Farbe“) sind funktionelle Gruppen in Farbstoff-Molekülen, die das Absorptionsmaximum einer bereits vorhandenen färbenden Gruppe (Chromophor) in den längerwelligen Bereich des Spektrums verschieben. Dadurch tritt eine optisch wahrnehmbare Farbveränderung ein, hier spricht man vom bathochromen Effekt. Das Absorptionsmaximum des Chromophors alleine liegt oft im UV-Bereich und ist für das menschliche Auge nicht sichtbar.
Laut der Farbstofftheorie nach Witt besteht ein Farbstoff typischerweise aus einer färbenden Gruppe (Chromophor) sowie einer oder mehreren auxochromen, d. h. farbverstärkenden Gruppen.
Verursacht wird der Effekt der Auxochrome durch deren Wirkung als Elektronenpaardonatoren. Diese führen dem konjugierten System des Chromophors Elektronendichte zu und unterstützen somit deren Delokalisation, wodurch zur Anregung energieärmeres, also längerwelliges Licht benötigt wird.
Beispiele für Auxochrome sind funktionelle Gruppen mit freien Elektronenpaaren wie –OH, –NH2, –OR oder –NR2, die über einen +M-Effekt mit dem Doppelbindungssystem des Chromophors eine entsprechende Farbänderung hervorrufen. Auch Alkylgruppen, die lediglich über einen +I-Effekt als Elektronenpaardonatoren wirken, gehören zu den Auxochromen, wenngleich ihre Wirkung schwächer ausfällt.
Verstärkt werden kann der bathochrome Effekt durch Antiauxochrome. Dies sind funktionelle Substituenten mit einem elektronenziehenden −M-Effekt- bzw. −I-Effekt. Sie sind zusammen mit Auxochromen an den Chromophor gekoppelt und verstärken die Delokalisation der Elektronen. Da der Donator-Effekt der Auxochrome in der Regel stärker ist, wirken Antiauxochrome nicht entgegen, sondern unterstützend auf den bathochromen Effekt. Beispiele für antiauxochrome Gruppen sind die Carbonyl- oder Nitrogruppe.
Hypsochrome sind funktionelle Substituenten, die nur einen −I-Effekt besitzen. Diese Substituenten führen als einzige funktionelle Gruppe zu einer Blauverschiebung des Chromophors. Das Absorptionsmaximum eines bereits vorhandenen Chromophors wird hier in den kürzerwelligen Bereich des Lichtspektrums verschoben. Hypsochrome Gruppen werden seltener gezielt verwendet und spielen eine untergeordnete Rolle, da das Absorptionsspektrum wie zuvor erwähnt meist im UV-Bereich liegt und in den sichtbaren Bereich verschoben werden muss.